# 柴达木盆地行政委员会
柴达木盆地行政委员会，中国旧行政区划名。
1957年改柴达木盆地工作委员会置（地级），治所在马海工作委员会大柴旦（今青海省海西蒙古族藏族自治州大柴旦行政委员会）。1958年改名柴达木行政委员会。